# G-protein-kapcsolt receptor
A G-protein-kapcsolt receptorok (GPCR – az angol „G protein coupled receptor” elnevezésből), más néven heptahelikális receptorok vagy szerpentin receptorok hét transzmembrán doménnel rendelkező receptorok. A sejtmembránban található, a sejtet teljesen átérő transzmembrán fehérjék egyik nagy családja. A sejten kívülről érkező jelmolekulákat érzékelve a sejten belül különböző jelutakat aktiválnak, és a sejtet válaszra késztetik. Úgy is mondhatjuk, hogy kapcsolóként működnek az extracelluláris jel, a sejt belső szignál-transzdukciós útjai és a sejtválasz között. G-protein kapcsolt receptorok kizárólag eukariótákban ismertek. Kimutatták élesztőben, növényekben, egysejtűekben és állatokban. A G-protein-kapcsolt receptorok ligandumai lehetnek többek között illatmolekulák, feromonok, hormonok és neurotranszmitterek is. A ligandok nagysága is változatos: a kisebb peptidektől a nagyobb fehérjékig mindenféle méretű molekula előfordul köztük. A G-protein-kapcsolt receptorok számos betegségben is fontos szerepet játszanak, így lettek a modern gyógyszerek mintegy felének célpontjai.